# Zbrojovka Brno

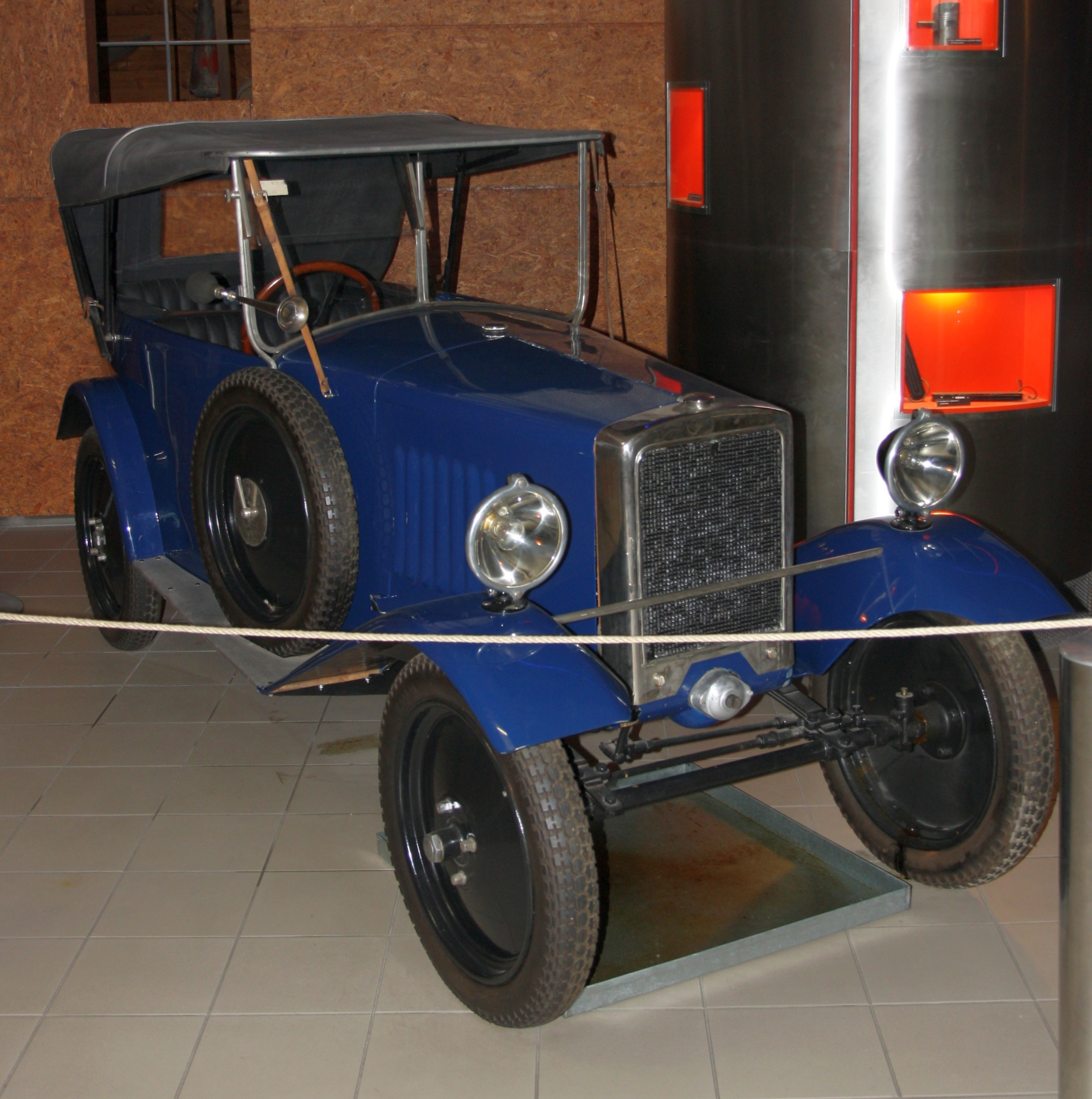
Disk del 1924

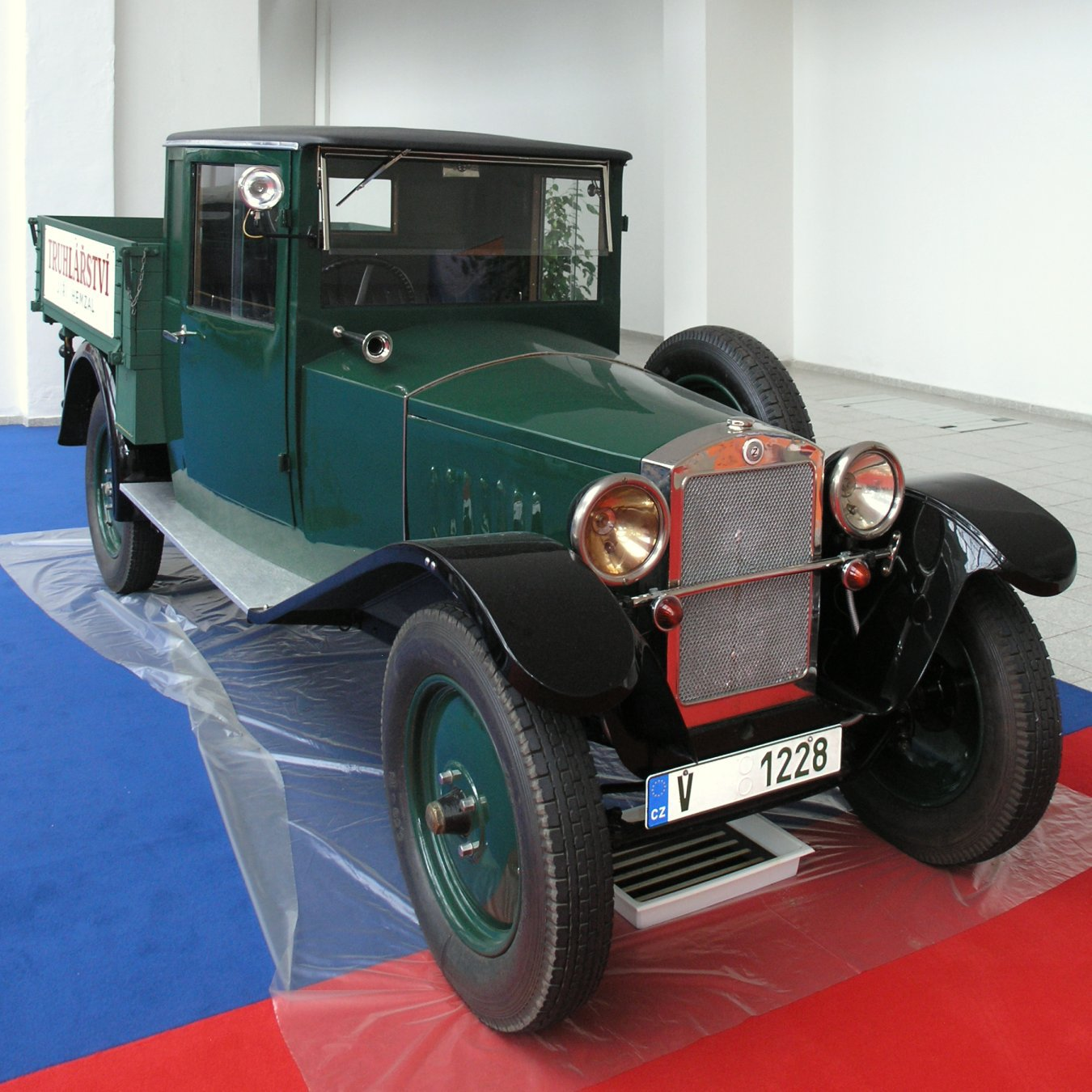
Z 18 del 1930

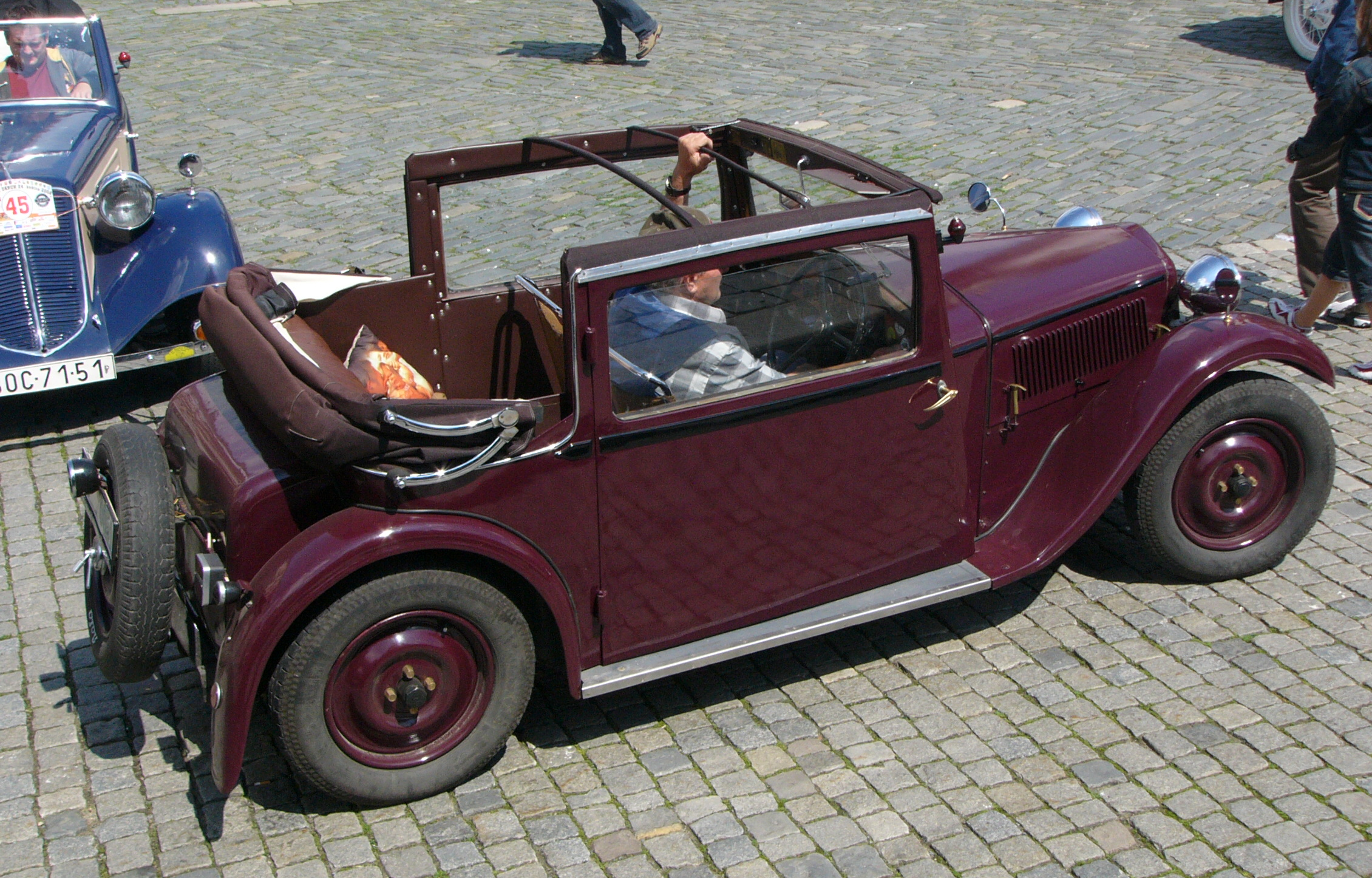
Z 4 del 1933

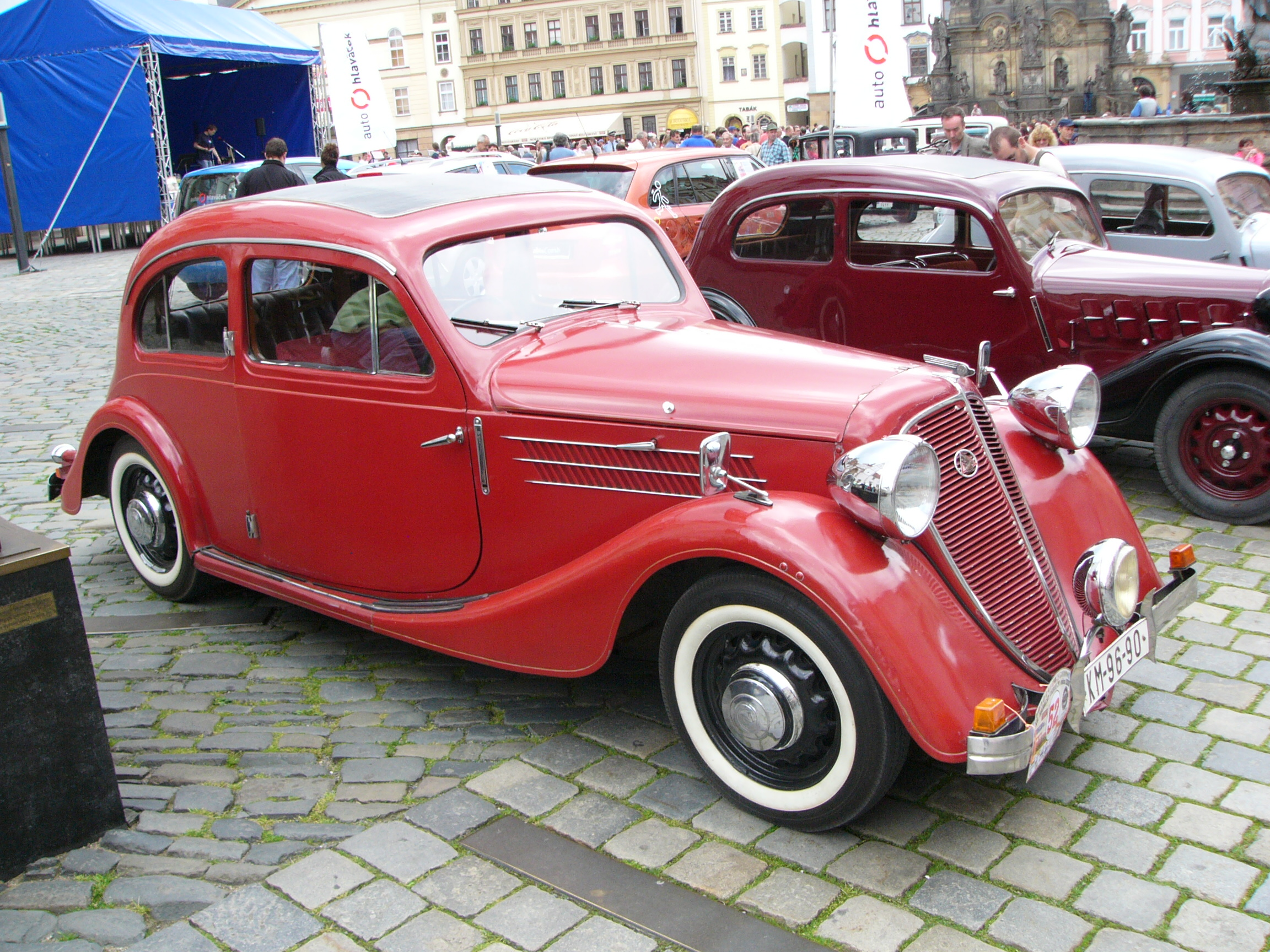
Z 5 del 1936

La Československá zbrojovka a.s., Brno (in lingua tedesca: Tschechoslowakische Waffenfabrik AG Brünn) o semplicemente Zbrojovka Brno fu una società cecoslovacca di armi. Con il marchio Z (anche Zet o Zetka) costruì anche automobili. Nel ramo delle armi venne usato ZB, per Zbrojovka Brno. L'azienda non ha nulla a che vedere con la Česká zbrojovka.

## Storia

### Fondazione
Nella zona dove c'è il fiume Svitava (Zwitta) a Brünn-Schimitz (Brno-Židenice) si trovava una fabbrica di pezzi di artiglieria della k.u.k. Armee durante la prima guerra mondiale. Dopo la guerra nel 1918 l'azienda diventa Staatswaffenfabrik, produttrice di armi.

### Produzione civile dopo la Grande Guerra
Dopo la guerra la produzione di armi cessò. L'azienda si concentrò sulla produzione di macchine, apparecchi, beni civili. Con la riparazioni di vagoni ferroviari e macchine utensili, successivamente produssero anche nel 1920/21 loro stessi macchine utensili così come radioapparecchi e radio.
A metà degli anni '20 produssero: macchine utensili, macchine per stampa, industria dei trasporti, presse, biciclette, automobili (dal 1923), motori aeronautici, macchine speciali, apparecchi elettrici.

### Produzione di armi durante le due guerre mondiali
Dopo la prima guerra mondiale il Trattato di Versailles (1919) impose di abbandonare la produzione del costruttore tedesco Mauser di Oberndorf am Neckar, che portò dopo il 1924 allo sviluppo del Systems 98, designato vz. 24.
Alla fine degli anni '20 alla Zbrojovka vennero costruite pistole, fucili e mitragliatori per l'esportazione. Sotto il marchio ZB (Zbrojovka Brno) vennero esportate le mitragliatrici quali la ZB vz. 26 e la ZB-53, la quale ultima fu ceduta con licenza di costruzione anche al Regno Unito. Dalla collaborazione con la ditta britannica Royal Small Arms Factory nacque infine la versatile mitragliatrice leggera Bren, così nominata dalle sillabe iniziali delle città (Brno ed Enfield) sede delle due aziende.
Negli anni'30 l'azienda si espande all'estero. In corsa per il riarmo che portò alla seconda guerra mondiale il settore armiero fu florido. Vennero prodotte anche armi a marchio „Zeta“ come prodotti su licenza Remington Arms. Il settore automobili subì un rallentamento con cambio della guida dell'azienda dal 15 ottobre 1936 alla fine del 1936.

### Produzione di guerra tedesca
Dopo l'annessione della Cecoslovacchia del 1938 la Brünner Waffenwerke venne inglobata nella rete di costruttori d'armi del Reich.
Dal 1938 al 1945 la fabbrica divenne Waffenwerke Brünn della Reichswerke Hermann Göring.
I modelli prodotti per la Wehrmacht furono fucili Mauser Modell 98 (Karabiner 98k) e il Gewehr 33/40 così come i modelli cechi designati Vz.24 come Gewehr 24(t), ZB vz.26 come MG 26(t) e ZB vz.37 come MG 37(t).

### Produzione dopo il 1945
Dopo la guerra il partito comunista Komunistická strana Československa riorganizzò la produzione industriale. Praga e Tatra produssero autocarri, Škoda e Tatra automobili e la Zbrojovka motociclette e trattori, oltre che armi ad uso sportivo. La produzione di trattori fu in seguito a marchio Zetor.

### Dopo il 1990
Negli anni '90 l'azienda diventa società per azioni, Zbrojovka Brno a.s. I Fucili e le pistole vengono ridotte in produzione.

### Riconversione
La Zbrojovka Brno a.s. diventa proprietà di investitori. Viene messo sul mercato lo stabilimento in leasing. Al novembre 2007 il sito internet aziendale metteva in vendita residui d'inventario. 
Nella Halle, che fino al 1936 fu la sede della produzione di automobili, vengono esposti quadri e opere d'arte, vernissage.

## Automobili

### Veicoli di serie
| Tipo         | Anno      | Cilindri | Cilindrata cm³ | Potenza PS | Esemplari | Note                                                                |
| ------------ | --------- | -------- | -------------- | ---------- | --------- | ------------------------------------------------------------------- |
| Disk         | 1924–1925 | 4 serie  | 598            | 10         | 75        | Con frizione. Fonti 52, 58, 75 o oltre 80 esemplari                 |
| Z 4/18 PS    | 1926–1930 | 2 serie  | 1004           | 18         | 2510      | Anche spesso designata come Z 18.                                   |
| Z 9          | 1930–1932 | 2 serie  | 993            | 22         | 850       | Anche serie Z-Wagen con 4 porte.                                    |
| Z 4 1. Serie | 1933      | 2 serie  | 905            | 18         | 480       | Primo veicolo di serie con trazione anteriore della Cecoslovacchia. |
| Z 4 2. Serie | 1933–1934 | 2 serie  | 905            | 18         | 750       |                                                                     |
| Z 4 3. Serie | 1934      | 2 serie  | 980            | 20         | 500       |                                                                     |
| Z 4 4. Serie | 1934–1935 | 2 serie  | 995            | 22         | 500       |                                                                     |
| Z 4 5. Serie | 1935–1936 | 2 serie  | 995            | 25         | 450       |                                                                     |
| Z 5 Express  | 1935–1936 | 4 serie  | 1470           | 35         | 357       |                                                                     |
| Z 6 Hurvínek | 1935–1936 | 2 serie  | 735            | 18         | 480 o 500 | Kleinwagen, im Volksmund „Hurvínek“.                                |

### Prototipi per autocorsa
Per auto da corsa vennero sviluppati motori speciali. Come il motore sei cilindri da 1083 cm³ e un motore otto cilindri da 1444 cm³.